# The Three Degrees
The Three Degrees est un groupe vocal féminin américain formé en 1963 à Philadelphie. 
Bien que 15 femmes aient été membres au fil des ans, le groupe a toujours été un trio. La composition actuelle se compose de Valerie Holiday, Helen Scott et Freddie Pool. Holiday est membre depuis son arrivée en 1967, tandis que Scott est membre permanent depuis 1976, ayant fait partie du groupe de 1965 à 1966. Le groupe a connu un succès particulier au Royaume-Uni, obtenant 13 titres parmi les 50 meilleurs tubes entre 1974 et 1985.
Les membres originaux étaient Fayette Pinkney, Shirley Porter et Linda Turner. Porter et Turner ont été rapidement remplacés par Janet Harmon et Helen Scott. Le line-up de 1967 à 1976 était Pinkney, Valerie Holiday et Sheila Ferguson, qui continueraient à chanter à la tête de la plupart des plus grands succès du groupe. Le groupe apparait dans le film French Connection sorti en 1971, où elles chantent la chanson Everybody Gets to Go to the Moon. Ce line-up a dépassé le US Hot 100 en tant que chanteurs en vedette sur le single TSOP (The Sound of Philadelphia) de MFSB en 1974, et a eu sept tubes du Top 40 britannique, y compris le single de 1974 When Will I See You Again, qui a été un énorme succès international, atteignant le Top 5 dans sept pays, dont le numéro deux aux États-Unis et en tête du classement des singles britanniques. [2] 
Lorsque Pinkney a quitté le groupe en 1976, elle a été remplacée par une Helen Scott de retour. Cette formation comptait quatre succès dans le Top 20 britannique, dont Woman in Love, qui atteignit le troisième rang en 1979. Ferguson partit pour une carrière solo en 1986.
La composition la plus stable du groupe a été de 1989 à 2010, avec Cynthia Garrison rejoignant Holiday et Scott. Ils ont atteint une entrée finale au tableau britannique, atteignant le numéro 54 en 1998 avec une reprise de danse de Last Christmas. Garrison a quitté le groupe fin 2010 pour des raisons de santé et a été remplacé par Freddie Pool en 2011. L'album du groupe 2016, Strategy: Our Tribute to Philadelphia, était leur premier album studio avec Pool en tant que membre. Holiday et Scott sont maintenant membres du groupe depuis plus de 40 ans, Holiday étant membre permanent depuis plus de 50 ans.